# Мороз Віктор Андрійович
Віктор Андрійович Мороз (нар. 2 липня 1949, Очаків, Миколаївська область) — український публіцист, радіоведучий.

## Життєпис
Українець; батько Андрій Васильович (1914—1988) — учитель; мати Віра Сергіївна (1926) — учителька; дружина Ганна Володимирівна (1964) — журналістка, Національна радіокомпанія України; син Олександр (1980) — закінчив Академію образотворчого мистецтва і архітектури; син Андрій (1990).
Закінчив Київський державний ун-т ім. Т. Шевченка, факультет журналістики (1970-75). З 08.1975 — кореспондент, зав. відділу культури, редакція газети «Комсомольское знамя». З 06.1979 — зав. відділу культури, редакція газети «Радянська освіта». З 06.1986 — зав. редакції аналітичних програм іномовлення, Дертелерадіо України. З 1992 — директор ТВО художніх програм, Національна радіокомпанія України. Ведучий програми «Пошуки майбутнього» (з 1998).
Лауреат Всеукр. фестивалю теле- і радіопрограм «Калинові острови — 98». П'єса «Це ти, Моцарте?» (1993); радіофільми: «Василь Стус» (1989), «Євген Плужник» (1990), «Центральна Рада» (1991).
Володіє німецькою мовою. Захоплення: риболовля.